# Puerto de La Coruña

Provincia marítima de La Coruña (contraseña).

El puerto de La Coruña es un puerto español situado en la ciudad de La Coruña (Galicia) y en el vecino municipio de Arteijo  en la provincia homónima, en el océano Atlántico. Es uno de los corazones económicos de la comarca de La Coruña. Actualmente cuenta con más de seis kilómetros de muelles y en él se desembarcan desde pescado hasta carbón, pasando por contenedores y fuel.

## Principales muelles de atraque

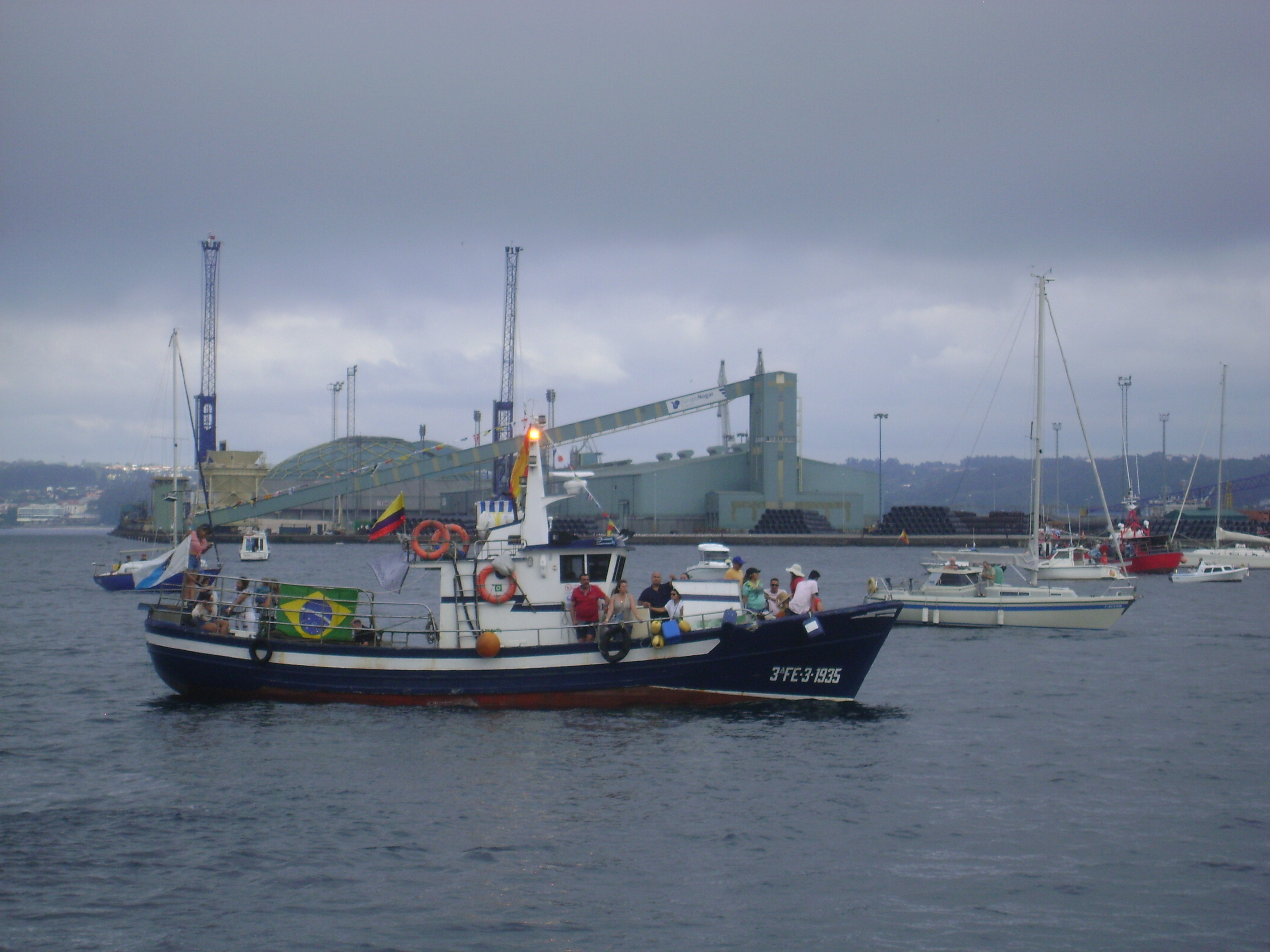
Barcos acompañando la procesión náutica de la Virgen del Carmen.

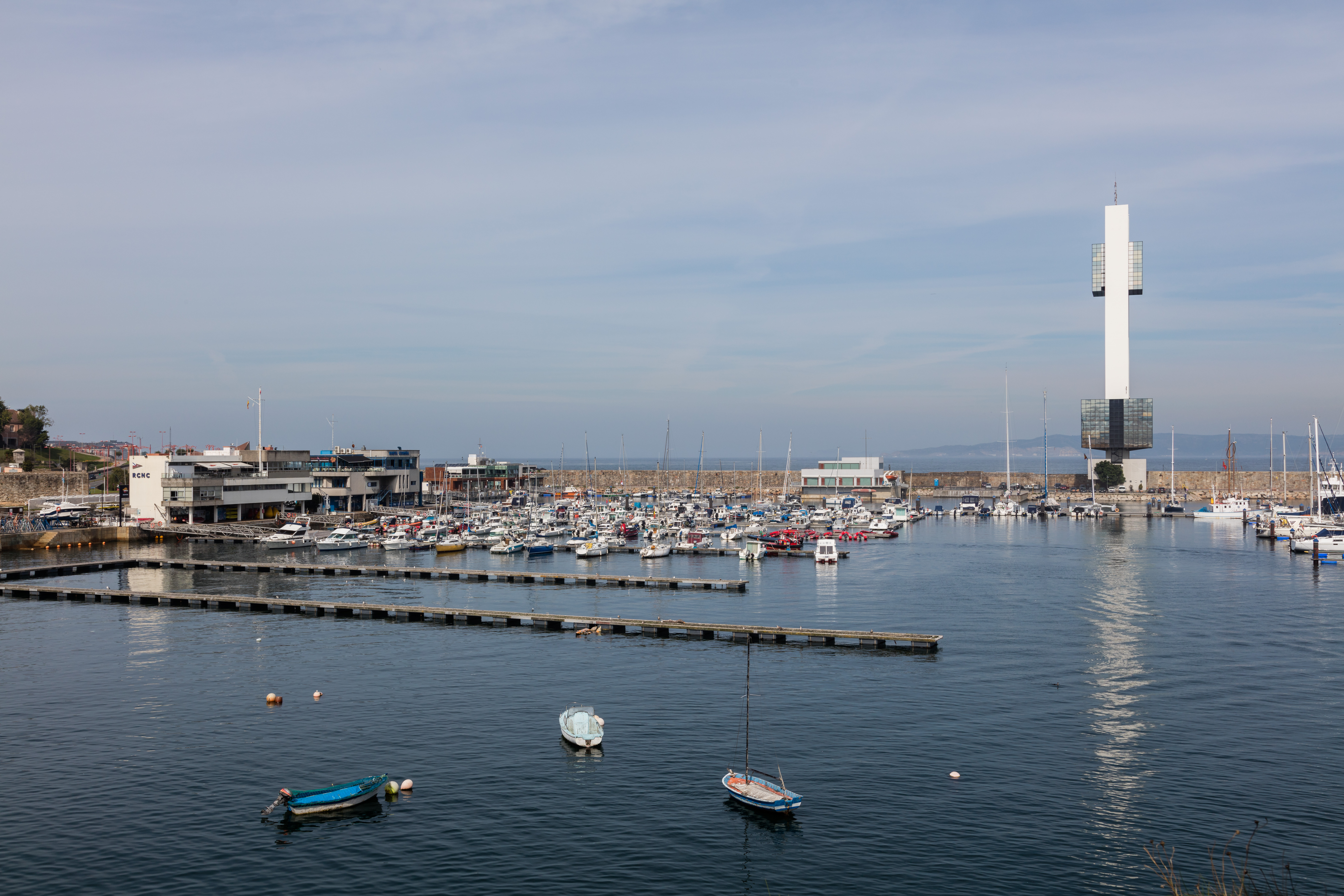
Vista del puerto deportivo y la torre de control.

### La dársena
Fue el epicentro del puerto durante más de ochenta años. Fue mandada construir por la antigua Junta de Obras del Puerto y concluyó su ejecución en el año 1918. Tiene un calado de unos seis metros y actualmente se utiliza básicamente como atraque para buques de recreo.

### El muelle de transatlánticos
Fue creado en 1991 y actualmente pasan por el más de sesenta y cinco cruceros al año, además de otras naves militares y yates privados. Tiene una longitud de cuatrciento ochenta y cuatro metros y un calado de once metros.

### Batería y Calvo Sotelo
Fueron el símbolo del progreso de la ciudad durante los años 60 y 70. Desde sus muelles se importan y exportan cemento, zinc, mercancía general, agua, aceite, yeso, alumina, aluminio, palanquilla y hierro. Además cuenta con una plataforma para ferris.

### Linares Rivas, Palloza y Este
Su uso actual es pesquero en los dos primeros casos y de tráfico de contenedores en el tercero, con conexión ferroviaria. Fueron construidos en 1924 y ampliados sucesivamente hasta alcanzar las dimensiones actuales.

### San Diego
Construido en los años 60 como muelle de carga y descarga de petróleo y derivados, que llegarían al puerto por la construcción de la refinería de La Coruña, puede soportar buques de un calado mucho mayor que los anteriores muelles.

### Centenario
Fue concluido en 1984 y permitió al puerto de la ciudad duplicar sus movimientos en tan solo diez años. En el pueden atracar barcos de hasta 200 000 TRB y dieciocho metros de calado, lo que lo convierte actualmente en el principal muelle del puerto. En él se descarga el carbón que se usa en la central térmica de Meirama y en la central térmica de sabón y cereales.

### Dársena de Oza
Su uso es pesquero y de reparaciones, dado su reducido calado (tan sólo doce metros).

## Principales mercancías
Hacia el puerto se dirigen mercancías desde multitud de puntos del planeta, como Róterdam, Lisboa, Brest, el golfo Pérsico, China y América. En él se descargan tanto mercancías sólidas como líquidas, siendo estas últimas las principales en cuanto a tonelaje.
Mercancías líquidas
Son el fueloil, petróleo en crudo, gasoil... casi todos ellos son descargados en alguna de las cuatro terminales petroleras, almacenados en los depósitos del muelle de San Diego y enviados vía oleoducto a la refinería de la ciudad, a nueve kilómetros de los muelles en dirección oeste.
Mercancías sólidas

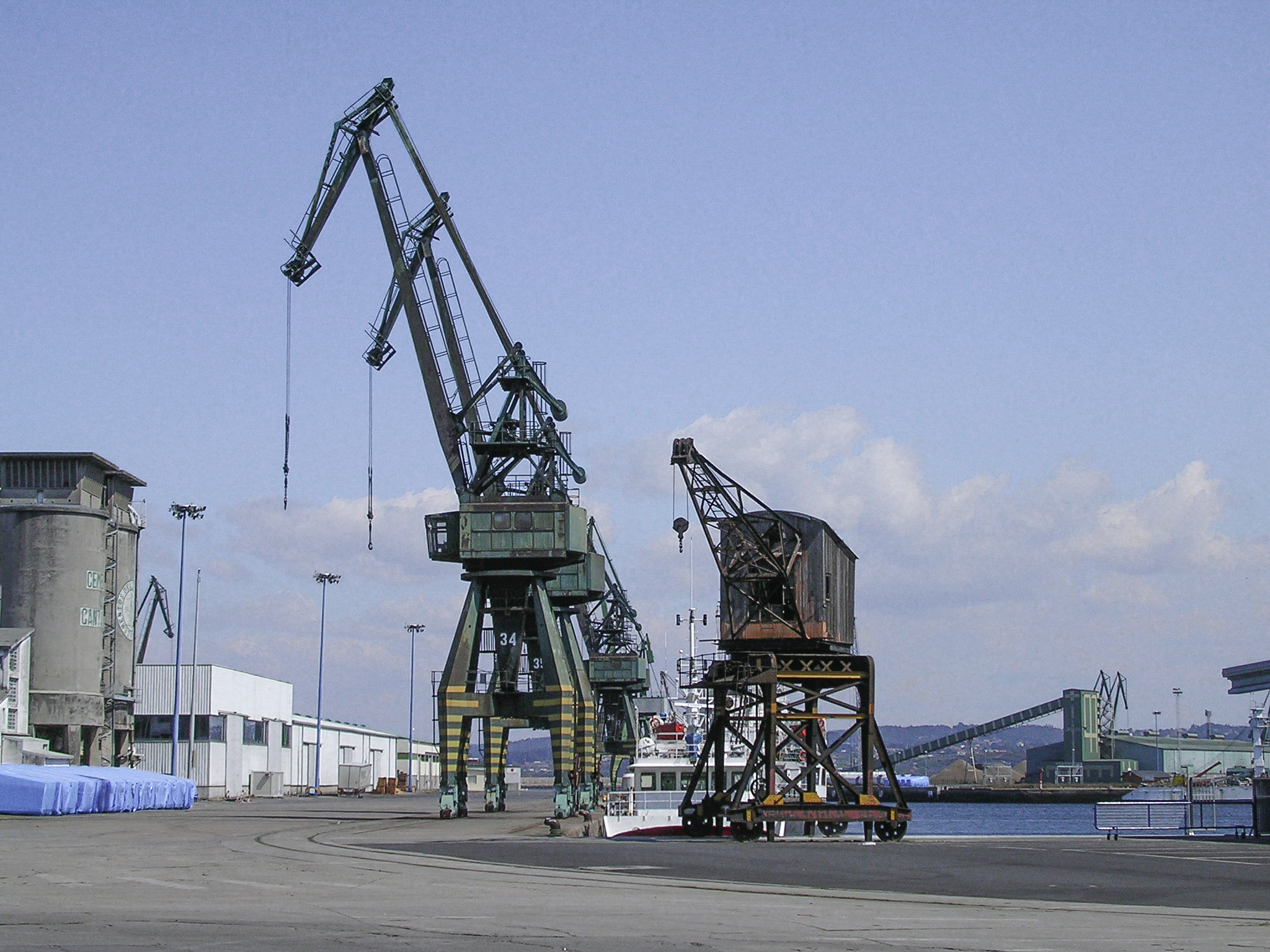
Muelle de Calvo Sotelo Sur, punto de descarga para buques mercantes con madera, hierro y cemento, entre otros.

Son el carbón, coque, trigo, palanquilla, pesca congelada, cinc, hierro... Desde 1984 han ido ganando peso paulatinamente en el puerto, hasta suponer el 30% actual del total manejado por los muelles.
Contenedores
La línea de contenedores se inauguró en 2005 con la puesta en servicio de un barco semanal, actualmente son casi una decena los barcos que cargan y descargan contenedores en los muelles todas las semanas. El puerto de La Coruña, con tan solo nueve años de experiencia en contenedores, le ha arrebatado el segundo puesto a Ferrol en cuanto a tráfico de contenedores en Galicia, con más de dos mil quinientos movimientos mensuales. Las principales líneas son las de Lisboa-La Coruña, Róterdam-La Coruña y Cartagena-La Coruña.
Pasaje
El puerto cuenta desde 1991 con un muelle dedicado exclusivamente al atraque de grandes cruceros, en 2006 se consiguió la cifra de sesenta y dos cruceros, más que el total de todos los cruceros que atracaron en las demás ciudades del norte de España. Son frecuentes las visitas de buques de más de 250 metros de eslora. Desde la temporada 2010/11, el puerto de A Coruña cuenta con una línea regular de pasajeros (9 embarques) de la compañía MSC (MSC Ópera) y otra de Pullmantur (2 embarques).

## Evolución histórica

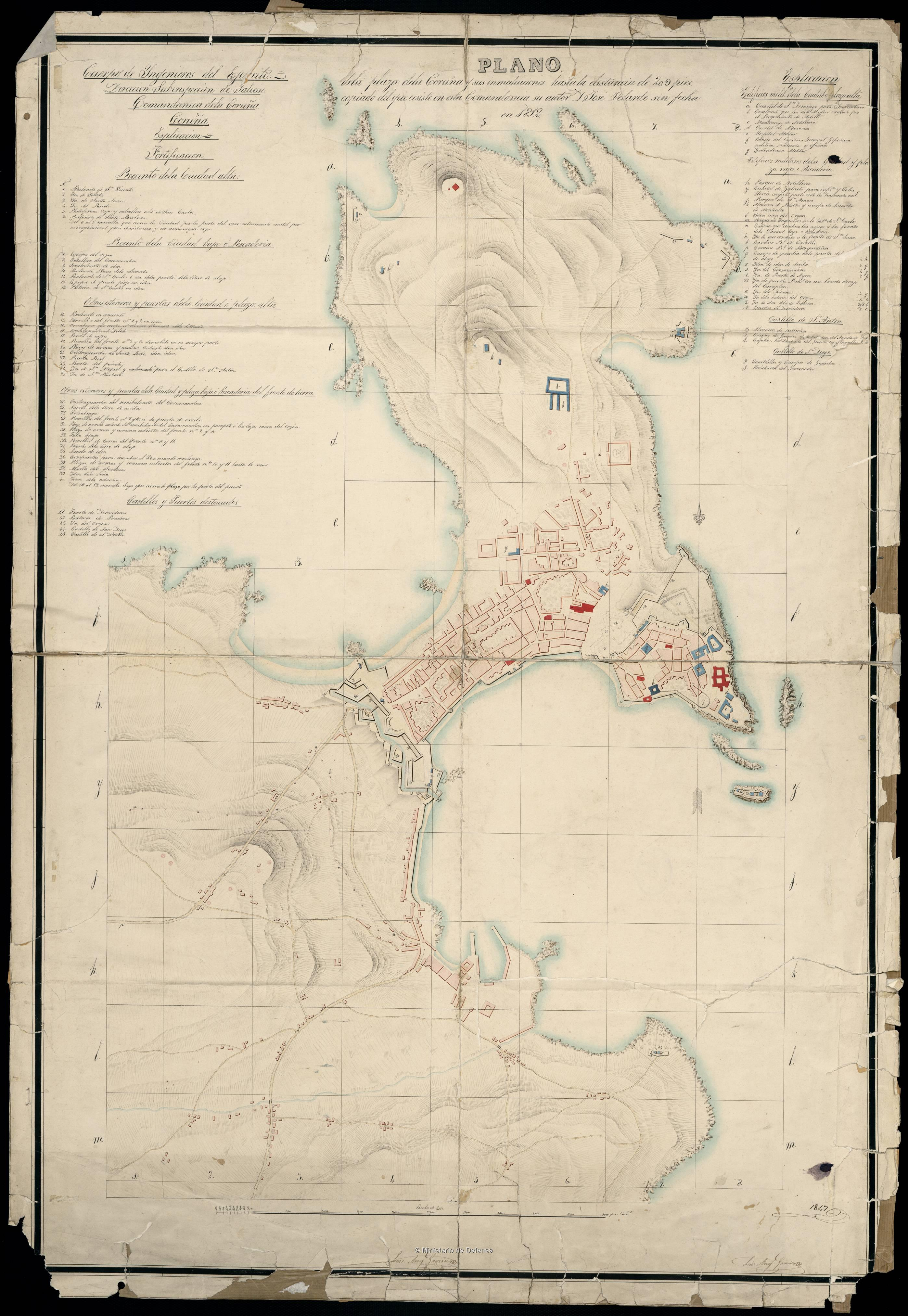
La Coruña y su puerto en 1812.

### Proyecto de Montaigú
En 1723 el ingeniero Francisco Montaigú crea los primeros proyectos para hacer un puerto moderno, que no se materializarán.

### Construcción del muelle de Méndez Núñez y el muelle de Hierro
A partir de 1858 con la demolición de las fortificaciones de la ciudad alta, La Coruña se transforma. Se construyó el muelle de Méndez Nuñez, en honor al marino gallego Casto Méndez Núñez vencedor en el combate naval de El Callao. Se extendía desde el baluarte del Parrote hasta la batería de Salvas. Estaba prevista además la construcción de dos muelles de hierro pero solo se llegó a realizar uno. El llamado muelle de Hierro por estar elaborado en este material, aunque tenía piso de madera, fue inaugurado en 1869 con 200 metros de longitud y adentrándose 200 metros en el mar. Jugó un papel clave en las guerras de Cuba y Filipinas. El Muelle de Hierro fue destruido en 1914. 

### Construcción del muelle de trasatlánticos
En 1923 se realizó la proyección del muelle de trasatlánticos, hoy de Calvo Sotelo que continuaba el viejo muelle de Batería. Fue diseñado por el ingeniero Emilio Pan de Soraluce y concluido en 1936.

### Ampliación años 1960
A  mediados de la década de los 60 se realizó una ampliación del puerto que incluyó la construcción del muelle de San Diego gracias a un nuevo relleno. Como parte de esta ampliación se demolió Castillo de San Diego y se inauguró en 1967 la terminal de mercacías de San Diego.

## Puerto exterior de Punta Langosteira (Arteixo)
En el año 2004 se iniciaron las obras de ampliación del puerto en Punta Langosteira, en el municipio de Arteijo, limítrofe con La Coruña. Desde entonces, ha ido teniendo trabajos en diversas anualidades. La más reciente es una licitación publicada en 2025 para el cierre perimetral de este Puerto Exterior de Punta Langosteira 
Con un presupuesto de más de mil millones de euros, se prevé que las obras concluyan en 2012, aunque desde 2010 el nuevo puerto ya está parcialmente operativo, dado que las obras del principal dique de abrigo están completadas.
El nuevo puerto cuenta con un dique de abrigo de 3250 m de largo, de los que a fecha de noviembre de 2007 ya se llevan construidos 800 m, doscientas sesenta y cuatro hectáreas de aguas interiores (el equivalente a más de cien campos de fútbol), noventa y una hectáreas de terreno edificable y un contradique de 600 metros en el extremo oeste de las obras.
Los usos de este nuevo puerto serán para eliminar el tráfico de mercancías sucias y peligrosas (es decir, graneles sólidos y líquidos) del casco urbano de La Coruña. Tras la ejecución de la segunda y tercera ampliaciones, el nuevo puerto podrá albergar también contenedores y mercancías generales, lo que dejará para uso urbano los muelles de San Diego y Oza.
El puerto de la península está abierto al público y en ella se realizan exposiciones y actividades y podrá ser usado para una terminal de ferry. Actualmente, Adif está realizando explosiones para crear un túnel de conexión ferroviaria.

## Cuadro de Mando Ambiental

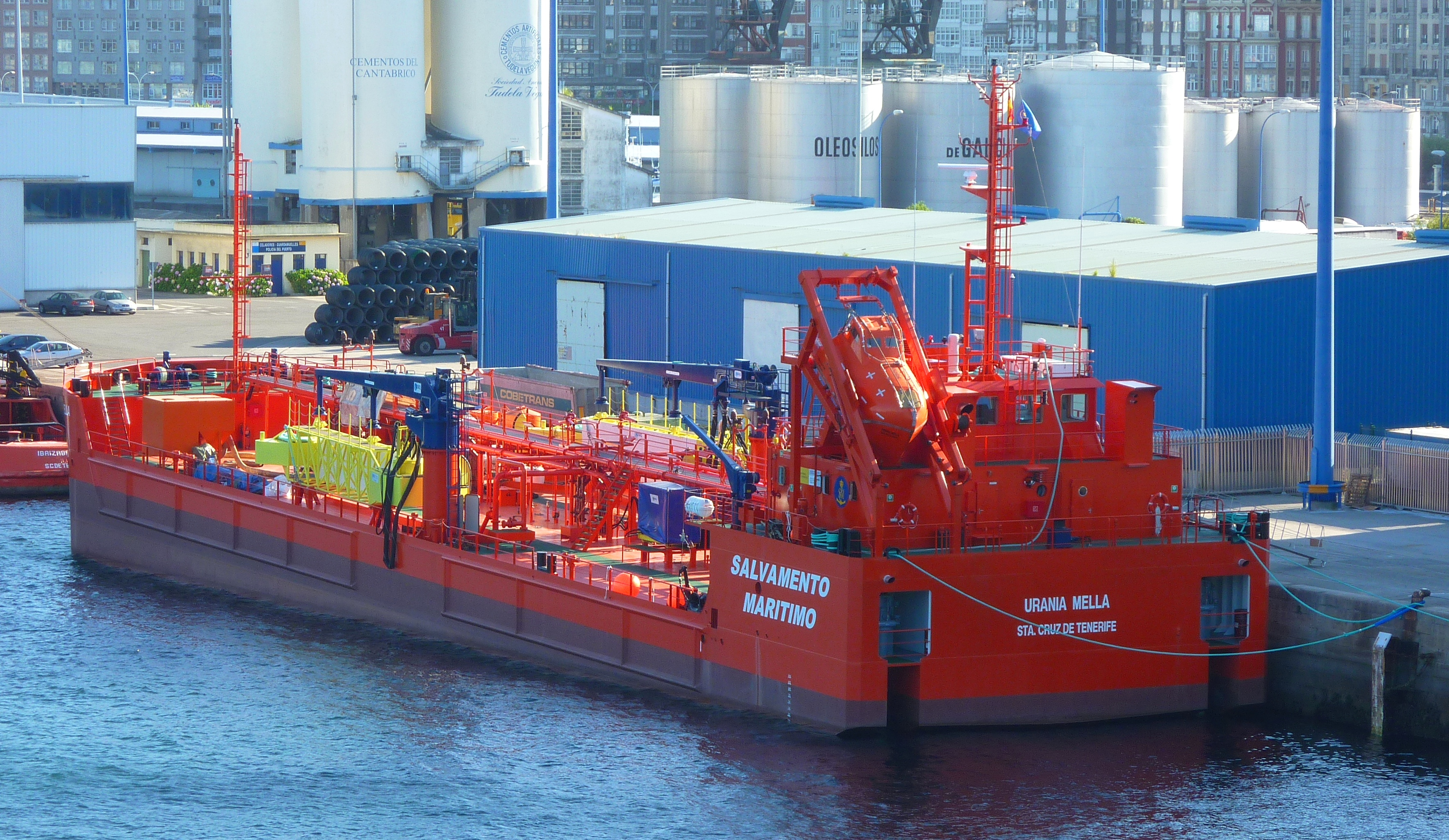
El buque de lucha contra la contaminación Urania Mella de Salvamento Marítimo en el puerto de La Coruña.

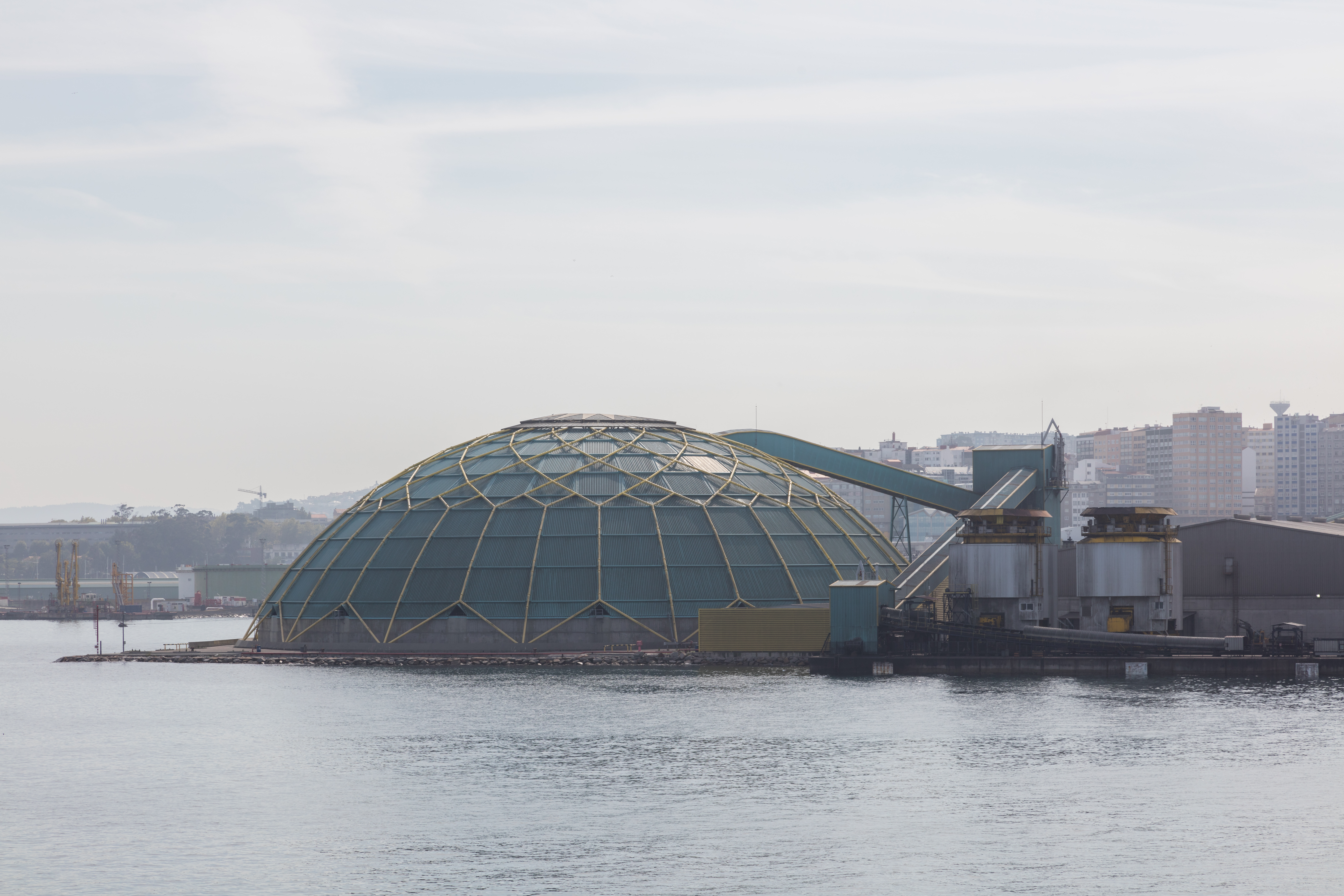
"Medusa" o "Palacio del Carbón", la nave destinada a almacenar el carbón en el puerto para evitar que se dispersen partículas en el aire durante las descargas.

La Autoridad Portuaria de La Coruña cuenta desde junio de 2010 con un sistema de gestión ambiental certificado conforme a la norma 14001:2004, en cuya estructura de control operacional se enmarca el Cuadro de Mando Ambiental. 
Los cuadros de mando se definen como sistemas de indicadores que facilitan la toma de decisiones y el control. El cuadro de mando ambiental de la Autoridad Portuaria de La Coruña es heredero de los resultados del proyecto HADA, iniciativa subvencionada por la Comisión Europea a través del Programa Life (Life02 ENV/E/000274), y tiene la finalidad de disponer de forma integrada, de toda la información meteorológica, oceanográfica y de calidad del aire, agua y suelos disponible de la red instrumental de la Autoridad Portuaria, así como el diagnóstico y pronóstico oceanometeorológico procedente de modelos numéricos gestionados por distintas instituciones (Consejería de Medio Ambiente, Territorio y Vivienda de la Junta de Galicia, Agencia Estatal de Meteorología y el organismo público de Puertos del Estado), a cuyos resultados se tiene acceso a través de distintos convenios de colaboración. 
Su objetivo es facilitar el control de las acciones de viento, oleaje, corrientes y mareas que afectan al puerto y de los efectos ambientales de las operaciones y servicios que tienen lugar en él, la recomendación automática de formas de operación y permitir el acceso inmediato a las variables monitorizadas por aquellos organismos competentes interesados.

### La estrategia de sostenibilidad ambiental
La estrategia de sostenibilidad ambiental del puerto de La Coruña se concibe para transformar su interrelación con el medio ambiente en uno de los recursos que posibiliten su crecimiento, evitando que una mala gestión de los aspectos ambientales de las actividades comerciales afecte negativamente al negocio, optimizando el proceso constructivo y el aprovechamiento de sus infraestructuras y alcanzando su integración con el entorno ambiental y social a través de la promoción del desarrollo sostenible como modelo de gestión de la actividad portuaria. 
La estrategia fue adoptada en octubre de 2006, se desarrolla en la Política Ambiental de la Autoridad Portuaria de La Coruña, y se basa en los siguientes objetivos estratégicos: 
1. Alcanzar un elevado nivel de compromiso técnico en los servicios y operaciones portuarias mediante su control, la sistematización de la gestión ambiental y la prevención de riesgos.
2. Reconocer e interiorizar las inquietudes de nuestros grupos de interés.
3. Comunicar, informar sobre nuestra respuesta.
4. Buscar la colaboración de las Administraciones Competentes.

El Cuadro de Mando Ambiental permite informar sobre la situación ambiental, meteorológica y oceanográfica del puerto de La Coruña, ayudando al control interno y externo de los vectores ambientales más relevantes.

### Acceso público a la información ambiental
El convenio sobre acceso a la información, la participación del público en la toma de decisiones y el acceso a la justicia en materia de medio ambiente, hecho en Aarhus el 25 de junio de 1998 y ratificado por España en diciembre de 2004, conocido como Convenio de Aarhus, establece tres principios de derecho para que los ciudadanos europeos disfruten del derecho a un medio ambiente saludable y cumplan el deber de respetarlo y protegerlo: 
1. El derecho a acceder a la información ambiental, esencial en la concienciación y educación ambiental de la sociedad
2. El derecho a participar en los procesos de toma de decisiones sobre la autorización de determinadas actividades.
3. La aprobación de planes y programas y la elaboración de disposiciones de carácter general de rango legal o reglamentario.
4. Y, por último, el derecho de acceso a la justicia. La Ley 27/2006, de 18 de julio, por la que se regulan los derechos de acceso a la información, de participación pública y de acceso a la justicia en materia de medio ambiente define el marco jurídico que permite la ratificación del Convenio, transponiendo las Directivas 2003/4/CE sobre el acceso del público a la información ambiental, y 2003/35/CE por la que se establecen medidas para la participación del público en determinados planes y programas relacionados con el medio ambiente.

La Autoridad Portuaria de La Coruña, como autoridad pública, proporciona acceso a la información registrada en sus equipos de monitorización ambiental, tanto con carácter inmediato como histórico, a través del Cuadro de Mando Ambiental y de las memorias de responsabilidad social y declaraciones ambientales consecuencia del proceso de implantación de un sistema de gestión ambiental.